# Torralba del Río
Torralba del Río è un comune spagnolo di 151 abitanti situato nella comunità autonoma della Navarra.